# Trycherus ovatus
Trycherus ovatus is een keversoort uit de familie zwamkevers (Endomychidae). De wetenschappelijke naam van de soort werd in 1910 gepubliceerd door Gilbert John Arrow.